# Вікіпедія єгипетською арабською мовою
Вікіпедія єгипетською арабською мовою (араб. ويكيبيديا مصرى) — розділ Вікіпедії єгипетською арабською мовою. Створена у 2008 році. Вікіпедія єгипетською арабською мовою станом на 27 березня 2025 року містить 1 626 665 статей, 258 395 зареєстрованих користувачів, 189 активних дописувачів, 7 адміністраторів
. Загальна кількість сторінок у Вікіпедії єгипетською арабською мовою — 2 148 757, редагувань — 11 338 707, завантажених файлів — 1318
. Глибина (рівень розвитку мовного розділу) Вікіпедії єгипетською арабською мовою дуже мала і становить лише 0.5 пунктів
. 18 травня 2020 року, в результаті масової ботозаливки, єгипетський розділ обійшов індонезійську та норвезьку (букмол) Вікіпедії, 13 червня — сербську, 15 червня — каталонську, 22 червня — перську, 9 серпня — українську, 11 серпня — португальську, 18 серпня — арабську, 2 листопада — китайську, а 1 травня 2021 року — в'єтнамську, варайську та японську.
4 серпня 2024 поступилась 10-м місцем польській Вікіпедії. Сьогодні це 11-та найбільша Вікіпедія, що знаходиться між польським та китайським розділами.

## Історія
- Липень 2008 — створена 100-та стаття[3].
- Січень 2009 — створена 1000-на стаття[3].
- Лютий 2013 — створена 10 000-на стаття[3].
- Березень 2016 — створена 15 000-на стаття[4].
- 3 січня 2020 — 50 000-на стаття[5].
- 1 лютого 2020 — 100 000-на стаття[6].
- 18 березня 2020 — 200 000-на стаття[7].
- 11 травня 2020 — 500 000-на стаття.
- 19 червня 2020 — 700 000-на стаття.
- 27 червня 2020 — 800 000-на стаття.
- 11 липня 2020 — 900 000-на стаття.
- 28 липня 2020 — 1 000 000 стаття.